# Cierpice (Koejavië-Pommeren)

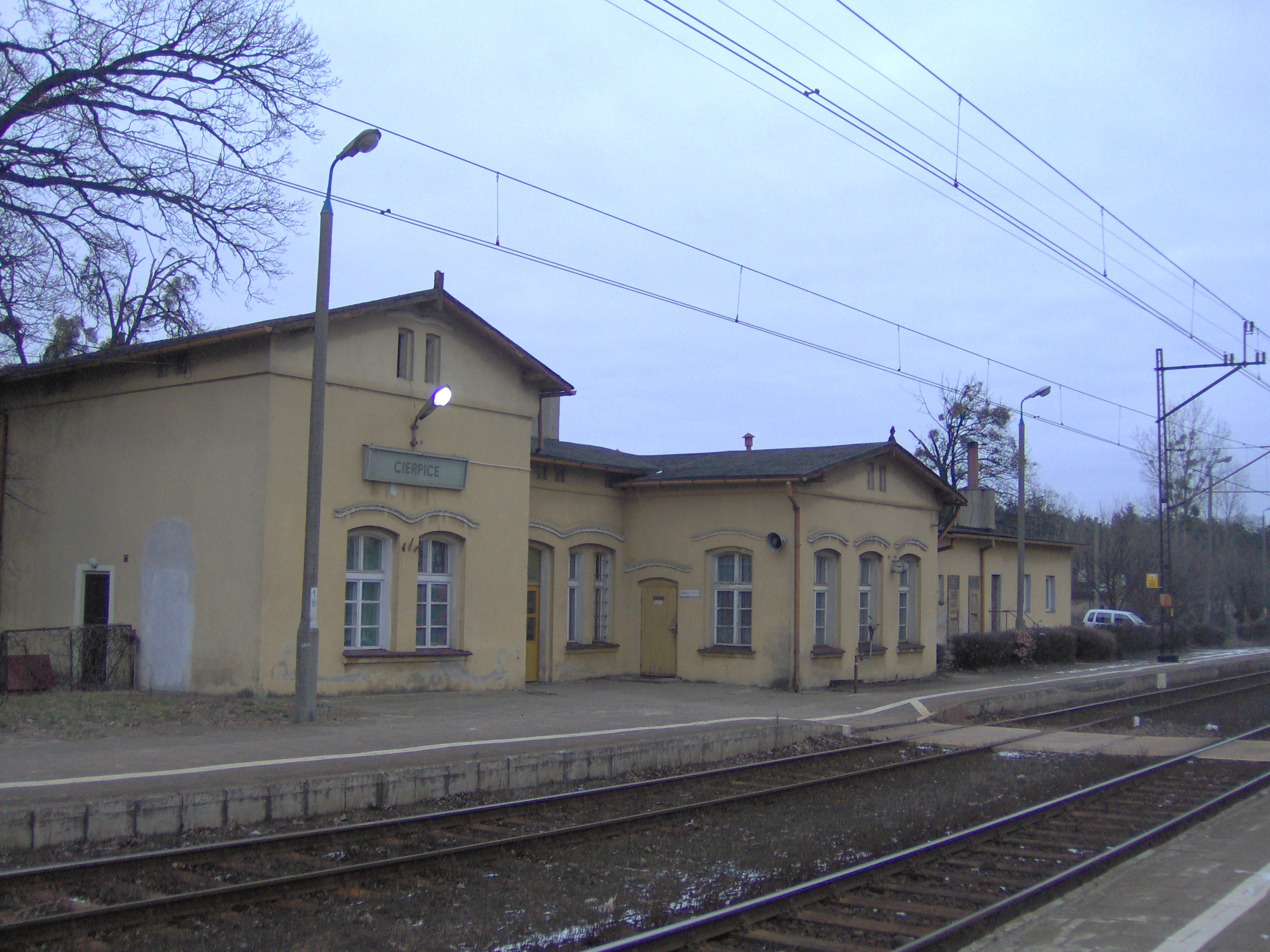
Stationgebouw uit de 19e eeuw

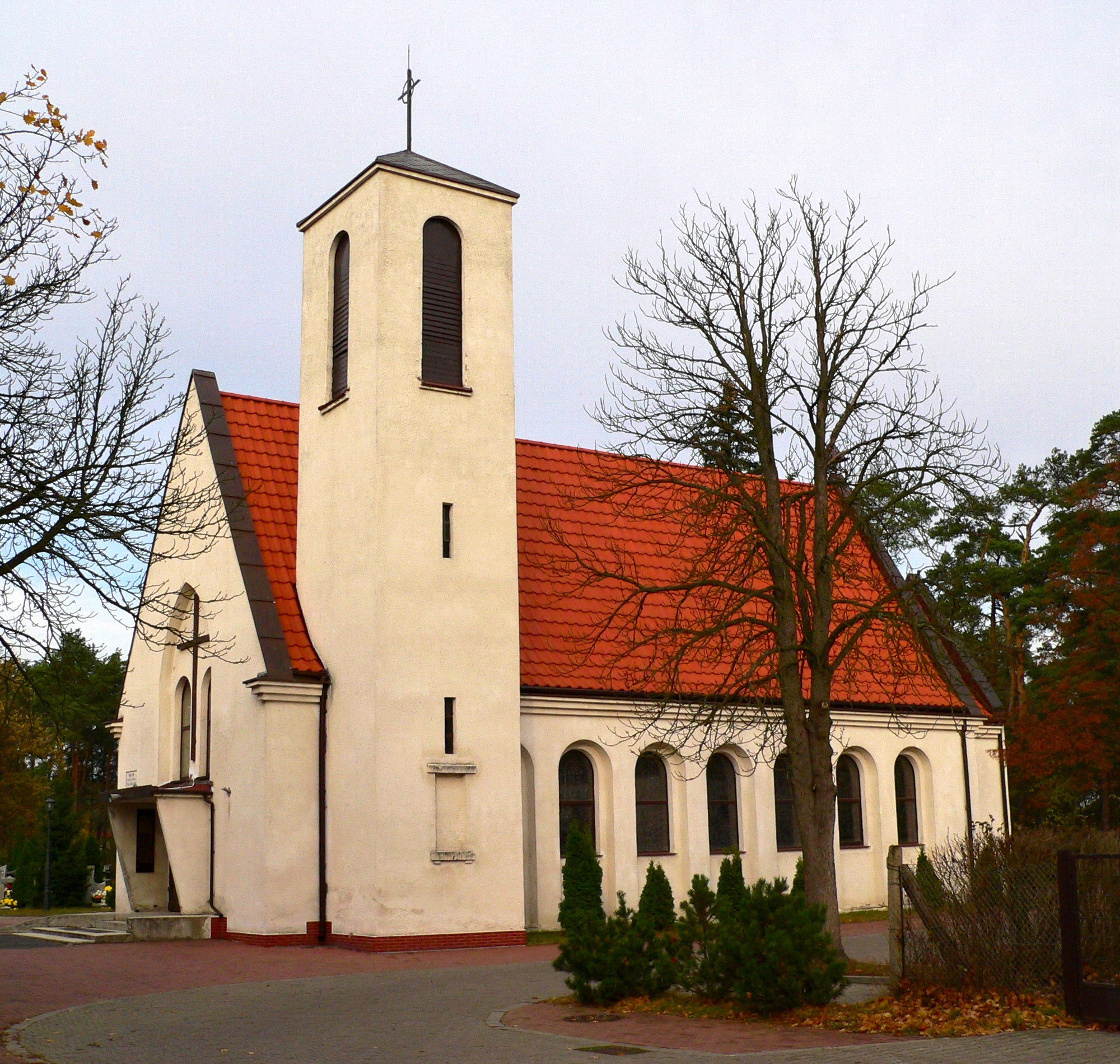
Mariakerk

Cierpice is een plaats in het Poolse district Toruński, woiwodschap Koejavië-Pommeren. De plaats maakt deel uit van de gemeente Wielka Nieszawka en telde in 2011 1295 inwoners.

## Demografie
Demografische opbouw in Cierpice op 31 december 2009
|           | Totaal | Totaal | Mannen | Mannen | Vrouwen | Vrouwen |
| --------- | ------ | ------ | ------ | ------ | ------- | ------- |
|           | inw    | %      | inw    | %      | inw     | %       |
| populatie | 1267   | 100    | 637    | 50,28  | 630     | 49,72   |

## Verkeer en vervoer
- Door Cierpice loopt de nationale weg 10, van de Duitse grens bij szczecin via Bydgoszcz en Toruń naar Płońsk (plaats).
- Op Station Cierpice stoppen regionale treinen van Piła Główna via Bydgoszcz en Toruń naar Kutno.

## Sport en recreatie
- Door deze plaats loopt de Europese wandelroute E11. De E11 loopt van Den Haag naar het oosten, op dit moment de grens Polen/Litouwen. Ter plaatse komt de route van het westen vanaf Gniewkowo via Jarki en vervolgt in oostelijke richting via de Wisła naar Toruń.